# Vladimer Chinčegašvili
Vladimer Chinčegašvili (* 18. dubna 1991 Gori) je gruzínský zápasník–volnostylař, olympijský vítěz z roku 2016.

## Sportovní kariéra
Pochází ze zápasnické rodiny. Otec Giorgi patřil k úspěšným juniorským reprezentantům Sovětského svaz koncem osmdesátých let dvacátého století. Zápasení se aktivně věnoval od 8 let v rodném Gori. Jeho osobním trenérem je Nugzar Schireli. V gruzínské volnostylařské reprezentaci se pohyboval od roku 2010 ve váze do 55 kg. V roce 2012 se vítězstvím na evropské olympijské kvalifikaci v Sofii kvalifikoval na olympijské hry v Londýně. V Londýně se od úvodního kola prezentoval bojovným výkonem. V obou zápasech úvodní fáze turnaje otočil se svými soupeři poměr setů z 0:1 na 2:1. Ve druhém kole ho v zápase s Bulharem Radoslavem Velikovem dělilo jen pár sekund o vyřazení. Ve čtvrtfinále s Japoncem Šin'ičim Jumotem vyhrál rozhodující třetí set 1:0 na technické body po vyhraném parteru v úvodu setu a postoupil do finále proti ruskému Čečenci Džamalu Otarsultanovi. Úvodní set finále skončil po regulérním dvouminutovém hracím čase 0:0 a na řadu přišlo tahání míčků. Z osudí byl vytažený červený míček s barvou dresu jeho soupeře. Měl se tedy Otarsultanovovi po dobu třiceti vteřin ubránit v nevýhodné pozici, což se mu nepodařilo, soupeř se mu dostal za záda a úvodní set prohrál 0:1 na technické body. Do poslední minuty druhého setu vstupoval za nerozhodného stavu a dvacet sekund před koncem mu videorozhodčí přisoudil po boji v parteru rozdílový bod. Bodový náskok však z další akce neudržel, nechal se vytlačit ze žíněnky a soupeř se dostal za stavu 3:3 do vedení jako poslední bodující (tzv. pomocná kritéria). Tři sekundy před koncem druhého setu přišel diskutovaný moment. Po boji v parteru svého soupeře chvatem přetočil. Rozhodčí však akci nebodoval a zápas skončil 3:3 na technické body. Gruzínská strana podala protest (challenge), který jury po zkoumání videozáznamu neuznala a druhý set tak oficiálně skončil 3:4. Prohrou 0:2 na sety získal stříbrnou olympijskou medaili.
Od roku 2014 startoval v nově zavedené váze do 57 kg. V roce 2016 startoval jako úřadující mistr světa na olympijských hrách v Riu. V úvodním kole porazil kazachstánského reprezentanta Nurislama Sanajeva těsně 4:3 na technické body, když v závěrečné minutě ubránil vedení 4:1 po boji v parteru. Ve čtvrtfinále porazil svého velkého rivala Ázerbájdžánce Hadži Alijeva těsně 5:3 na technické body. V semifinále s reprezentantem Bulharska Vladimirem Dubovem nezachytil úvod zápasu a po první minutě prohrával 0:4 na technické body. Postupně však soupeřův náskok vyrovnal a v poslední minutě obrátil bodový stav porazem za nohu za 4 technické body. Vítězstvím 8:4 na technické body postoupil do finále proti neznámému mladému Japonci Rei Higučimu. Dle vlastních slov soupeře viděl na olympijském turnaji poprvé, ve finále proti sobě čekal Íránce Hasana Rahímího. V prvním poločase si neznámého soupeře oťukával do té míry, že mu rozhodčí udělili trestný bod za pasivitu. Hned na úvod druhého poločasu prohrál souboj v parteru a pustil soupeře do vedení 0:3 na technické body. Vzápětí však snížil suplexem na 2:3. V poslední minutě zápasu rozhodčí potrestali Higučiho trestným bodem za pasivitu a tím se dostal do vedení 3:3 jako poslední bodující. Tento náskok udržel do konce zápasu a po neuznaném protestu Japonců na jeho přílišnou pasivitu v posledních sekundách zápas vyhrál 4:3 na technické body. Získal zlatou olympijskou medaili.
Od roku 2018 startuje ve váze do 65 kg.

## Vyznamenání
- Prezidentský řád znamenitosti – Gruzie, 2016[5]

## Výsledky
| Olympijské hry     |    |    |    |     |    | 2. |     |    |    | 1. |    |     |     |  |  |  |  |  |  |  |  |  |  |  |  |
| Mistrovství světa  |    |    | —  | —   | 7. |    | úč. | 2. | 1. |    | 3. | úč. | úč. |  |  |  |  |  |  |  |  |  |  |  |  |
| Evropské hry       |    |    |    |     |    |    |     |    | DQ |    |    |     | 2.  |  |  |  |  |  |  |  |  |  |  |  |  |
| Mistrovství Evropy |    |    | —  | úč. | 2. | —  | 3.  | 1. | DQ | 1. | 1. | 3.  | úč. |  |  |  |  |  |  |  |  |  |  |  |  |
| MS juniorů         | —  | 3. | 5. | 1.  | 1. |    |     |    |    |    |    |     |     |  |  |  |  |  |  |  |  |  |  |  |  |
| ME juniorů         | —  | 1. | 7. | 2.  | 1. |    |     |    |    |    |    |     |     |  |  |  |  |  |  |  |  |  |  |  |  |
| ME dorostenců      | 3. | 1. |    |     |    |    |     |    |    |    |    |     |     |  |  |  |  |  |  |  |  |  |  |  |  |